# Lenka Gazdíková
Lenka Gazdíková (* 18. März 1986 in Bratislava) ist eine slowakische Fußballspielerin.

## Karriere

### Verein
Gazdíková begann ihre Karriere in der Jugend des ŠK Slovan Bratislava, dort stieg sie 2002 in die Seniorenmannschaft auf. Nach drei Jahren in der höchsten slowakischen Frauenfußballliga mit Slovan Bratislava wurde sie im Sommer 2005 vom tschechischen Erstligisten Sparta Prag verpflichtet. Dort war sie allerdings nur zweite Torhüterin und wechselte in der Winterpause 2012/13 auf Leihbasis zum Zweitligaverein FK Krupka. Im Januar 2014 verließ sie Tschechien um in Österreich beim SKV Altenmarkt zu unterschreiben.

### Nationalmannschaft
Gazdíková ist seit 2002 A-Nationalspielerin für die Slowakische Fußballnationalmannschaft der Frauen.